# اودتاری
طاها عثمان احمد (به انگلیسی: Taha Othman Ahmad) که به‌طور حرفه‌ای با نام اودتاری (به انگلیسی: Odetari) شناخته می‌شود، خواننده، رپر، ترانه‌پرداز و تهیه‌کنندهٔ موسیقی آمریکایی می‌باشد. وی تهیه‌کنندگی و انتشار موسیقی را از ۱۳ سالگی شروع نموده‌است و در سال ۲۰۲۳ با ترانه‌های «فاحشه‌های خوب وفادار»، «اختلال شخصیت خودشیفته»، «نگاه کن دست نزن»، «دوستت دارم هرزه»، «جی‌ام‌اف‌یو» و «داده‌های هیپنوتیک» به محبوبیت دست یافت و همهٔ این ترانه‌ها به رتبهٔ بالای ۱۰ در جدول ترانه‌های رقص/الکترونیک برتر بیلبورد دست یافتند و توسط انجمن صنعت ضبط موسیقی ایالات متحده آمریکا (آرآی‌ای‌ای) گواهی طلا دریافت کردند.

## زندگی شخصی
- چناچه که اطلاعات زیادی درباره‌ی زندگی شخصی‌اش وجود ندارد ولی او در یک مدرسه در هیوستون تگزاس درس خوانده و او بعدا آن مدرسه قدیمی‌اش را خرید
- رابطه‌ها

او یک دوست دختر لاتینا شناخته شده به عنوان "داری" دارد که داری در چند ویدیو تیک‌تاک و غیره همراه اودتاری دیده شده است